# 43 Возничего
43 Возничего (лат. 43 Aurigae, HD 43380) — одиночная звезда в созвездии Возничего на расстоянии приблизительно 382 световых лет (около 117 парсеков) от Солнца. Видимая звёздная величина звезды — +6,323m. Возраст звезды оценивается как около 2,7 млрд лет.

## Характеристики
43 Возничего — оранжевый гигант спектрального класса K2III. Масса — около 1,43 солнечной, радиус — около 10,8 солнечных, светимость — около 49,162 солнечных. Эффективная температура — около 4651 К.